# 歐洲戰鬥機公司
歐洲戰鬥機公司（德语：Eurofighter Jagdflugzeug GmbH）成立於1986年，是由多國共同成立的的跨國公司，其總部位於德國的巴伐利亞哈爾貝格姆斯。歐洲戰鬥機公司是建基於歐洲國家的「未來歐洲戰鬥機計劃」（FEFA），由英國、德國、意大利與西班牙共同成立，負責設計、統籌與生產颱風戰鬥機。
現時歐洲戰鬥機公司由四個颱風戰鬥機合作國所擁有，包括：
- 46%: 空中巴士國防與太空（英语：Airbus Defence and Space）（空中巴士集團的子公司，當時稱為歐洲航空防務和航天公司）
  - 其中33%屬於德國的歐洲航空防務和航天公司（EADS）
  - 其中13%屬於西班牙的EADS CASA（英语：EADS CASA）（CASA是西班牙的飛機製造商，它於1999年成為空中巴士集團在西班牙的分公司）
- 33%: 英國的英國航太系統公司
- 21%: 意大利的阿萊尼亞·馬基航空